# Precariado
Precariado, en sociología y economía, es una clase social formada por personas que sufren de precariedad laboral, una condición de existencia sin predictibilidad o seguridad (ni económica, ni temporal, ni social), que afecta tanto al bienestar material como al equilibrio psicológico. Específicamente, el precariado sufre la condición de falta de seguridad laboral, incluyendo el empleo intermitente o empleo insuficiente, escaso, mal remunerado o no remunerado, provocando una existencia precaria en las personas laboralmente precarias que ya no reciben el apoyo social en tiempos de necesidad por la destrucción de las estructuras básicas del estado de bienestar.
A diferencia de la clase social denominada proletariado que definía a los trabajadores industriales en los siglos XIX y XX, porque carecían de medios de producción propios y por lo tanto vendían su trabajo para vivir, los miembros del precariado solo están parcialmente involucrados en el trabajo y deben emprender "extensas actividades no remuneradas que son esenciales para conservar el acceso al empleo y a ingresos decentes". El surgimiento de esta clase social se ha atribuido al desarrollo y afianzamiento del neoliberalismo (capitalismo neoliberal) y al capitalismo patrimonial y rentista en las últimas décadas.
El término precariado es una voz compuesta por «precario» y «proletariado».

## Aspectos generales del precariado
El precariado, la nueva clase precaria emergente en Europa en la última década del siglo XX, se convirtió en un problema serio a principios del siglo XXI.
El economista británico Guy Standing considera el precariado como una nueva clase social. En 2011 Standing publicó The Precariat: The New Dangerous Class (traducido al español como El precariado: La peligrosa nueva clase social, publicado en 2014). En 2014 (publicado en español en 2015) escribió el libro Precariado. Una carta de derechos. Como solución o respuesta a la aparición de esta nueva clase social que amplía su número constantemente, el autor sostiene que todos los ciudadanos tienen derecho a una riqueza heredada socialmente. Esta postura la concretará en la renta básica universal (basic income).
El análisis de los resultados de la Great British Class Survey de 2013, una colaboración entre la BBC e investigadores de varias universidades del Reino Unido, sostuvo que existe un nuevo modelo de estructura de clases consistente en siete clases, que van desde la Élite en la parte superior hasta el Precariado en la parte inferior. La clase del Precariado se considera como "la clase británica más desposeída de todas, con bajos niveles de capital económico, cultural y social" y lo opuesto a "la clase media técnica" de Gran Bretaña, en el sentido de que, en vez de tener dinero pero sin intereses, la gente de la nueva clase del Precariado tiene todo tipo de actividades potenciales que le gusta realizar, pero no puede hacer ninguna de ellas porque no tiene dinero, tiene vidas inseguras y por lo general está atrapada en las viejas zonas industriales del país.
La clase precaria no solo es exclusiva del Reino Unido. Ha emergido en muchos países de Europa, Estados Unidos y Japón. En Japón se consideran precarios más de 20 millones de los llamados freeters.Tomando como referencia lo antes descrito es plausible considerar al precariado no como una clase social bien definida y homogénea, sino más bien como un estrato social dentro la clase social del proletariado y se expande de manera significativa - sin prisa y sin pausa - por todos los países y en todas las sociedades humanas existentes actualmente sobre el planeta. Considerado de esta manera, el estrato social del precariado puede definirse más aproximadamente como: El sector de las sociedades humanas incluido dentro de la clase proletaria que es el más desposeído, se caracteriza por tener "muy bajos niveles de capital económico, cultural y social". En teoría podría tener una gran gama de actividades potenciales que podría y le gustaría realizar, pero no puede hacer o ejecutar ninguna de ellas porque no tiene el capital necesario para llevarlas a cabo; en general, puede decirse sin lugar a ninguna duda que los individuos del estrato del precariado, tienen vidas muy inseguras, al no poseer "seguridad social" de ninguna especie y al tener cohercitadas casi todas sus posibilidades de acción productiva. Por ejemplo concreto dentro de la clase trabajadora de la sociedad Venezolana contemporánea ha surgido el precariado como un sector de individuos con un gran potencial de acción pero casi irrealizable por no poseer capital suficiente de ninguna especie. En España la precariedad afecta de manera muy importante a las nuevas generaciones de jóvenes, que mayoritariamente no encuentran trabajos dignos y tienen que sobrevivir en condiciones laborales penosas, con un alto índice de desempleo.